# Laszlo Lakfalvi
Laszlo Lakfalvi (* 21. November 1931; † 2. Januar 2010) war ein ungarischer Basketballtrainer.

## Laufbahn
Lakfalvi kam 1956 aus seiner ungarischen Heimat in die Bundesrepublik Deutschland, 1961 fertigte er an der Sporthochschule Köln eine Diplomarbeit mit dem Titel „Die geschichtliche Entwicklung der Ungarischen Leichtathletik bis zu Beginn der Neuzeit“ an. Er arbeitete später als Dozent an der Universität Darmstadt. In seiner vierjährigen Amtszeit als Trainer des MTV 1846 Gießen (1966–1970) führte der Diplom-Sportlehrer die Mittelhessen 1967 und 1968 zum Gewinn des deutschen Meistertitels sowie 1969 zum Sieg im DBB-Pokal.
1970 ging Lakfalvi nach München und wurde Trainer des USC München. 1971 führte er den USC zur deutschen Vizemeisterschaft. Er blieb zehn Jahre als Trainer der Mannschaft im Amt, danach war er ebenfalls als Trainer für DJK Sportbund München tätig.
Im Rahmen des olympischen Basketballturniers bei den Sommerspielen 1972 in München war Lakfalvi als Auswerter Mitglied des Mitarbeiterstabes in der Spielhalle.
1969 veröffentlichte er das Buch „Basketball. Technik, Taktik, Training, Wettkampf.“